# Fort Portal
Fort Portal est une ville ougandaise située dans le district de Kabarole.